# Шиїнський заказник
Ши́їнський заказник — гідрологічний заказник місцевого значення в Україні. Розташований у Деражнянській міській громаді Хмельницького району Хмельницької області, між селами Шиїнці, Явтухи та Слобідка-Шелехівська.  
Площа 381,8 га. Статус присвоєно 1992 року, розширено 1994 року. Перебуває у віданні: СЛКП «Флора». 
Територія заказника охоплює заплаву річки Ровець (ліва притока річки Рів). Вузьке, мілке, замулене і місцями зникаюче русло, здебільшого, ховається у заростях верболозу, до яких на правому березі приєднується смуга вільшняка. У заплаві є також сухі та вологі луки. Результатом господарської діяльності людини є залишки торфорозробок різного віку, що створюють систему залитих водою кар'єрів, більшою чи меншою мірою зарослих водною та навколоводною рослинністю. 
Внаслідок видобутку торфу на болоті й осушення, що було пов'язане з ним, природні угруповання болотної рослинності на болоті не збереглись. Вони трапляються лише невеликими ділянками або мають трансформований вигляд. У заказнику зростають типові болотні види — декілька видів осок та ситників, плакун верболистий, комиш лісовий, їжача голівка пряма, хвощ річковий тощо. 
Тваринний світ заказника досить багатий, що зумовлено значною різноманітністю біотопів, зосереджених на порівняно невеликій площі. Тут трапляються представники водно-болотяного комплексу, деревно-чагарникової рослинності та високотрав'я. 
Серед тварин найбільше птахів. Так, на відкритих ділянках заплави, біля русла та кар'єрів відмічені чапля руда і чапля сіра, на замулених мілинах — дупель та бекас. Чагарники, високотрав'я і зарості вищої водної рослинності населяють очеретяна вівсянка, болотна, ставкова, дроздоподібна та лучна очеретянки, кобилочка солов'їна. На сухій осоковій луці з рідкими кущами верболозу відмічена чикалка лучна, а у заростях верболозу — прудка славка, чорноголова та велика синиці. У заплаві полюють очеретяні луні та яструби-тетерев'ятники. На луках і порослих бур'янами ділянках, з боку села, трапляються перепілка, жовті плиски, щиглики та польові горобці. У чагарниках на околиці болота, у вільшняку та на луці біля села тримаються сорокопуд-жулан, звичайна горлиця, малий строкатий дятел, сорока і дрізд-чикотень. У вільшняку трапляються садова та чорноголова славки, велика і чорноголова синиці, вівчарик-ковалик і вівчарик жовтобровий, а на межі з полем — лісові щеврики. Заплава є місцем годівлі лелеки білого, сільської ластівки. 
Серед червонокнижної орнітофауни — журавель сірий, який спостерігається під час міграцій, та сорокопуд сірий, який на території заказника зимує; рідкісними на території Хмельницької області птахами заказника є бугай, шугайчик, деркач, плиска жовтоголова та інші. 
Серед земноводних найчисленнішими є ставкова та трав'яна жаби, кумка, у вільшняку — сіра ропуха і часничниця. З плазунів тут мешкає ящірка живородна. 
Ссавці представлені ондатрою й водяною полівкою, що населяють заповнені водою старі торф'яні виробки та русло. На вологих трав'янистих ділянках відмічені полівка-економка, а у вільшняку — миша звичайна. На луках звичайним є кріт і майже всюди — бурозубки. На периферійних ділянках заказника відмічені сліди перебування борсука. У заплаві та прилеглому лісі з копитних мешкають вепр і сарна європейська. 
Заказник підтримує гідрологічний режим річки Вовк, є місцем гніздування великої кількості птахів. 
Неподалік від заказника розташоване заповідне урочище «Липник».